# 接触恐怖症
接触恐怖症（せっしょくきょうふしょう、英: Haphephobia, Chiraptophobia）とは、特定の恐怖症のひとつで、他者との接触に対して恐怖を感じ、接触を避けようとする状態を指す。
異性などに限って症状が現れる場合や、たとえ家族であっても症状が現れる場合などその対象は人によって様々である。
ただし、接触に対して恐怖より痛みを感じている場合はアロディニアと呼ばれる。
他の恐怖症である不潔恐怖症や群衆恐怖症などに関連して現れるほか、性的暴行などの過去のトラウマが原因となって現れるという研究もあるがその限りではなく、はっきりとした原因はわかっていない。

## 症状
接触を避けようとし、それを想像するだけで嫌悪感を抱く。
また、実際に接触されたときには動悸や過呼吸、吐き気、蕁麻疹などが現れるほか、極端な場合には失神やパニック障害も引き起こすことがある。

## 治療法
一般的な恐怖症と同様に認知行動療法、特にその中でも実際に触れられても何も起きないことを確認していく曝露療法がとられる。
抗うつ薬や抗不安薬などの薬物を使った治療が同時に行われることもある。

## 大衆文化
- 漫画「ベルセルク」（三浦建太郎 作）の主人公、ガッツは無理やり売春させられたのが原因で体に触れられるのが苦手である。
- 映画「ラースと、その彼女」の主人公、ラースは触れられると燃えるような感覚がすると述べており、その作中のほとんどで接触を拒否している。
- 小説「明るい夜に出かけて」（佐藤多佳子 著）の主人公、富山一志は生まれつきの接触恐怖症に悩んでいる。
- ビデオゲーム「DEATH STRANDING」の主人公、サム・ポーター・ブリッジズは過去のトラウマから接触恐怖症となっている。
- BL漫画・BL小説・BL映画「タクミくんシリーズ」主人公の葉山匠は、過去のトラウマから人間接触嫌悪症になる。